# کوماروم-استرگوم
کوماروم-استرگوم (به مجاری:  Komárom-Esztergom megye) یکی از استان‌های مجارستان است، که ۲٬۲۶۴٫۵۲ کیلومترمربع مساحت و ۳۰۴٬۵۶۸ نفر جمعیت دارد.

## نگارخانه

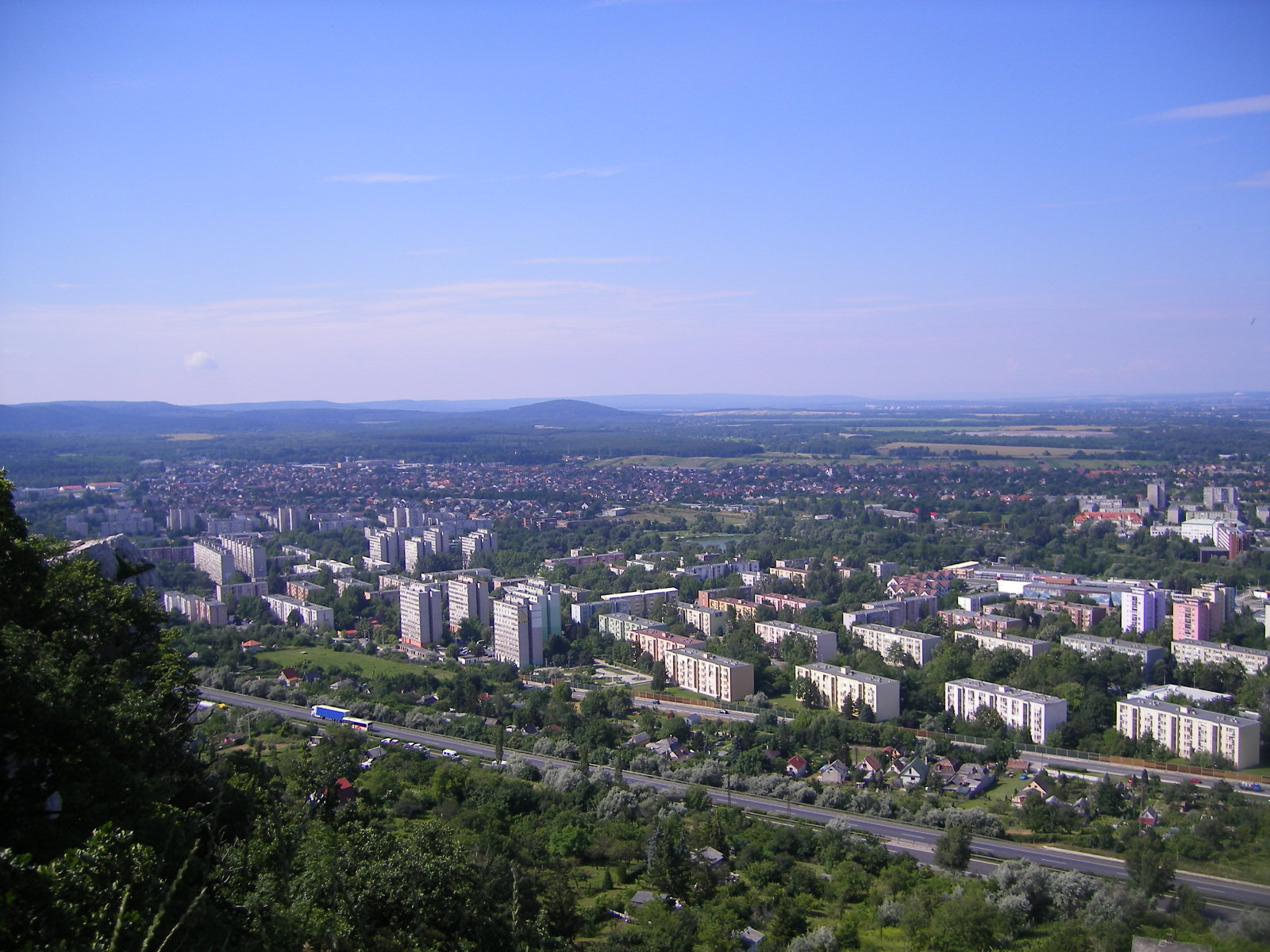
تاتابانیا
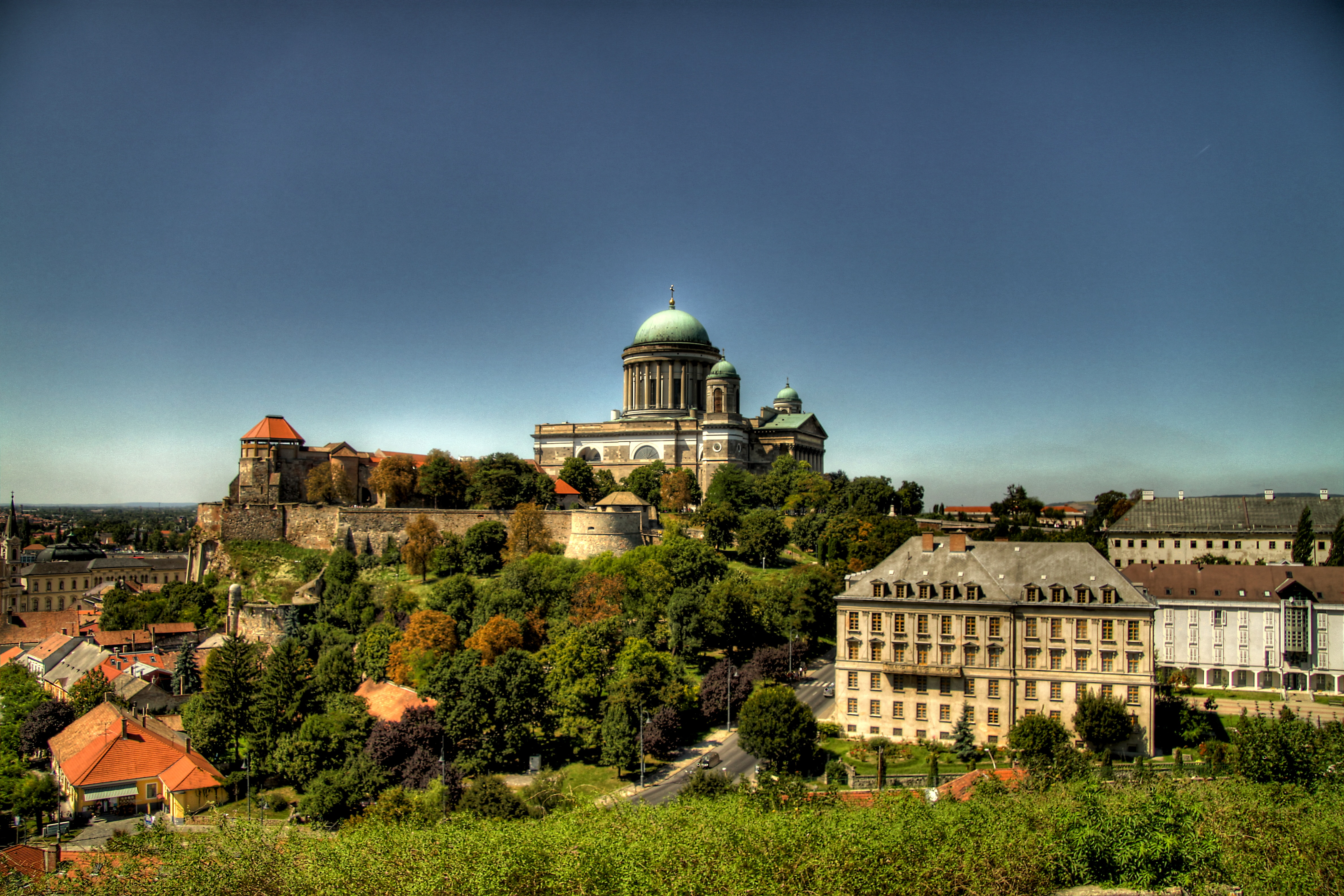
استرگم
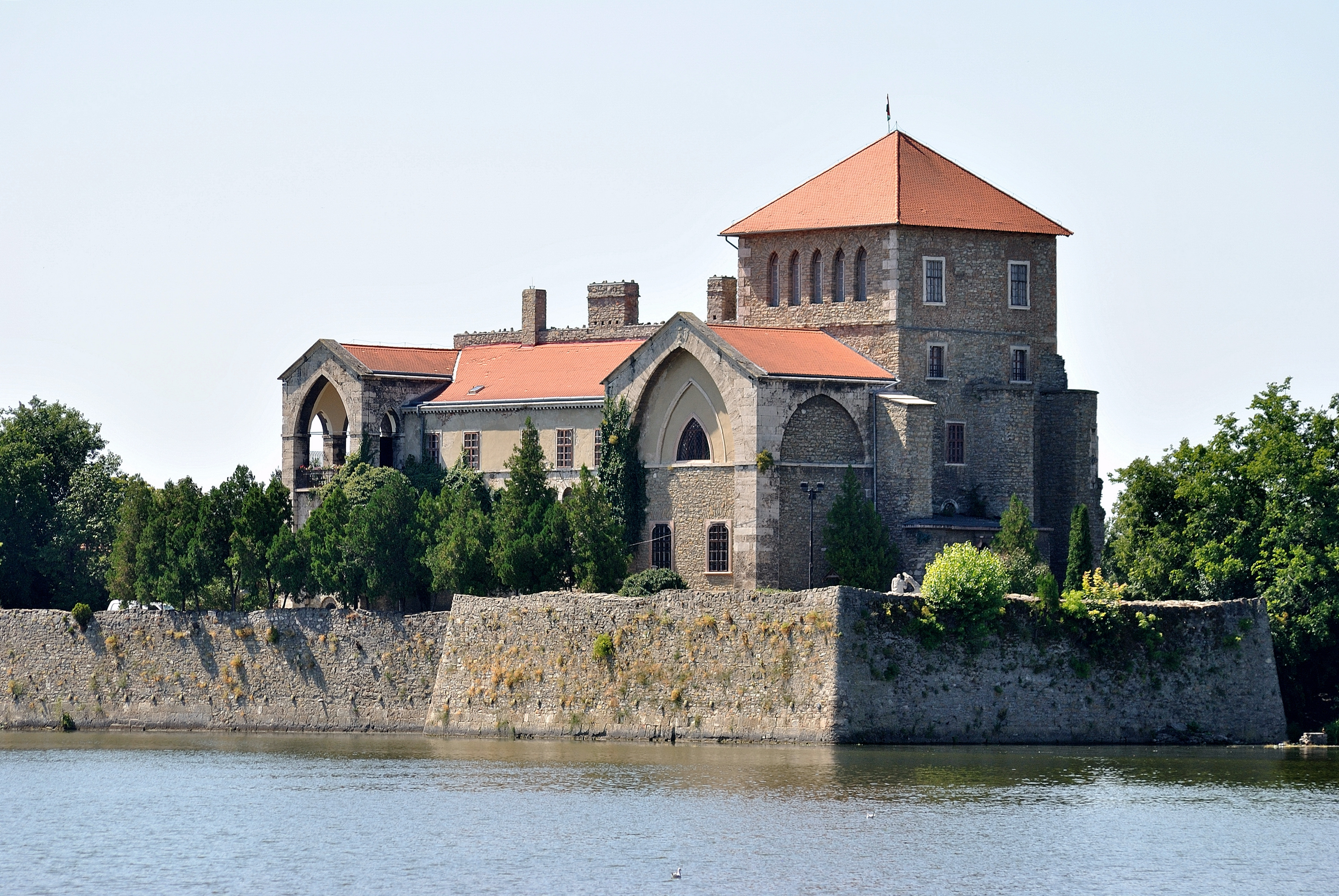
کاخ تاتا
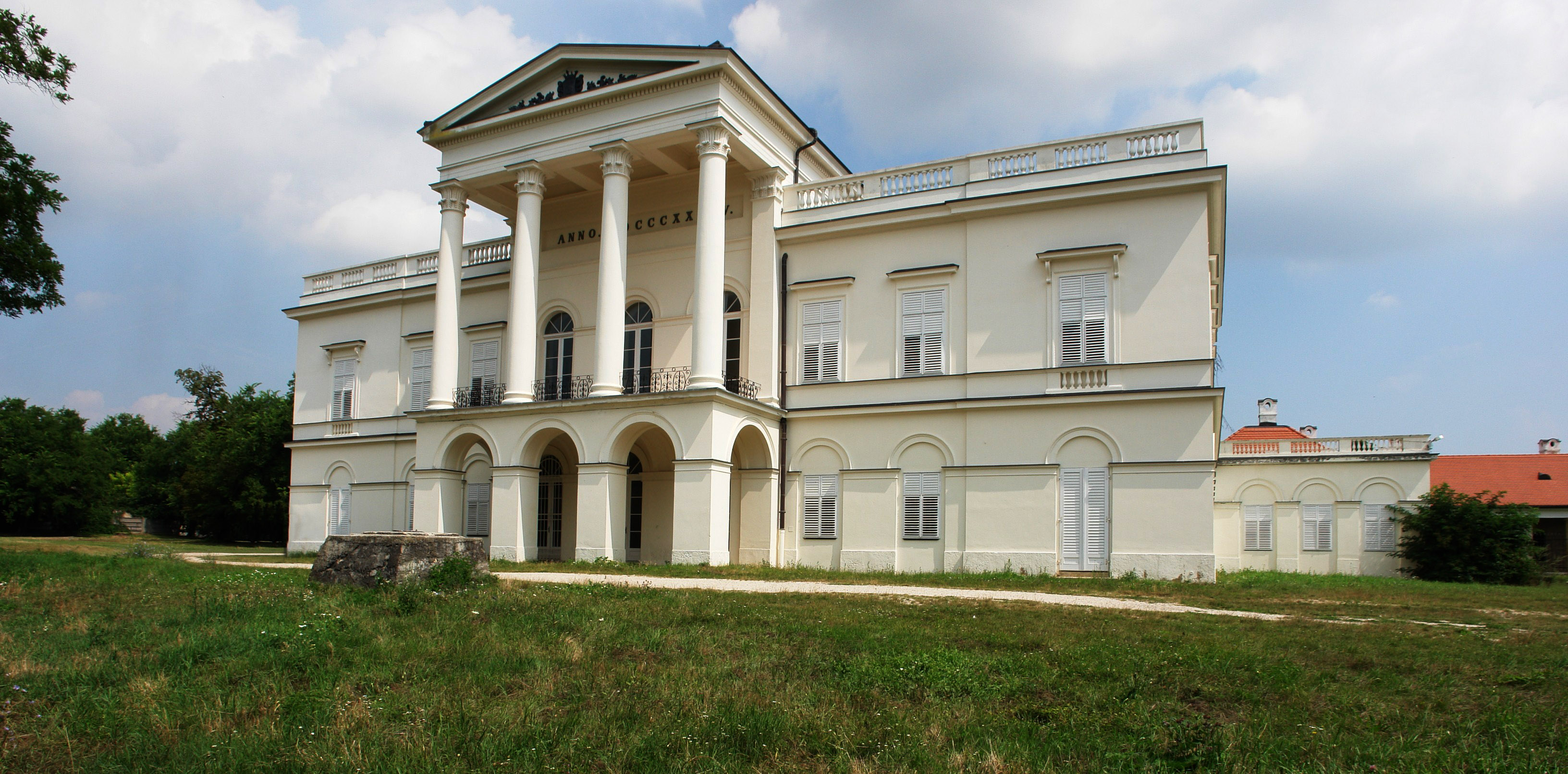
کاخ شاندور-مترنیش، باینا
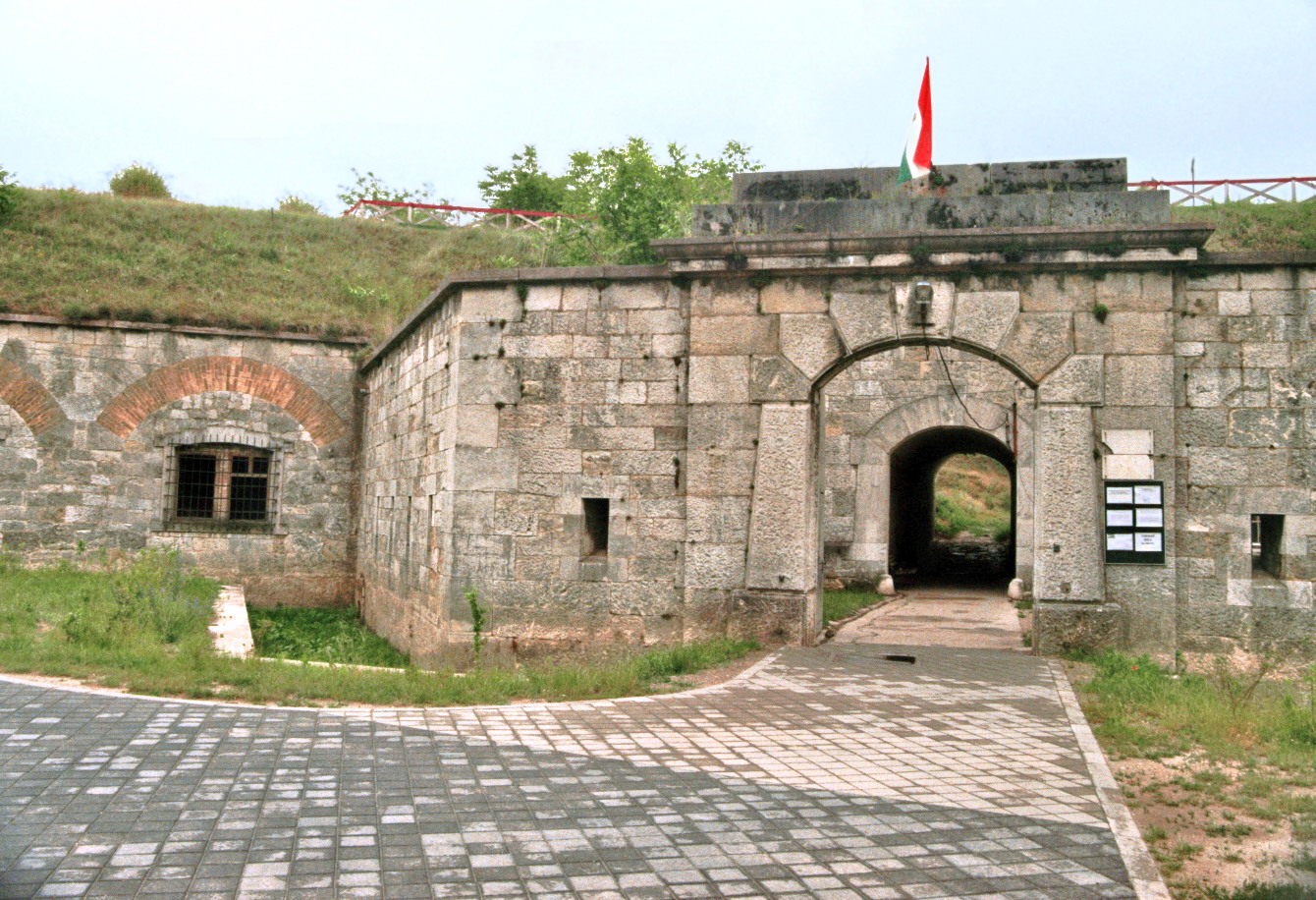
قلعه کوماروم
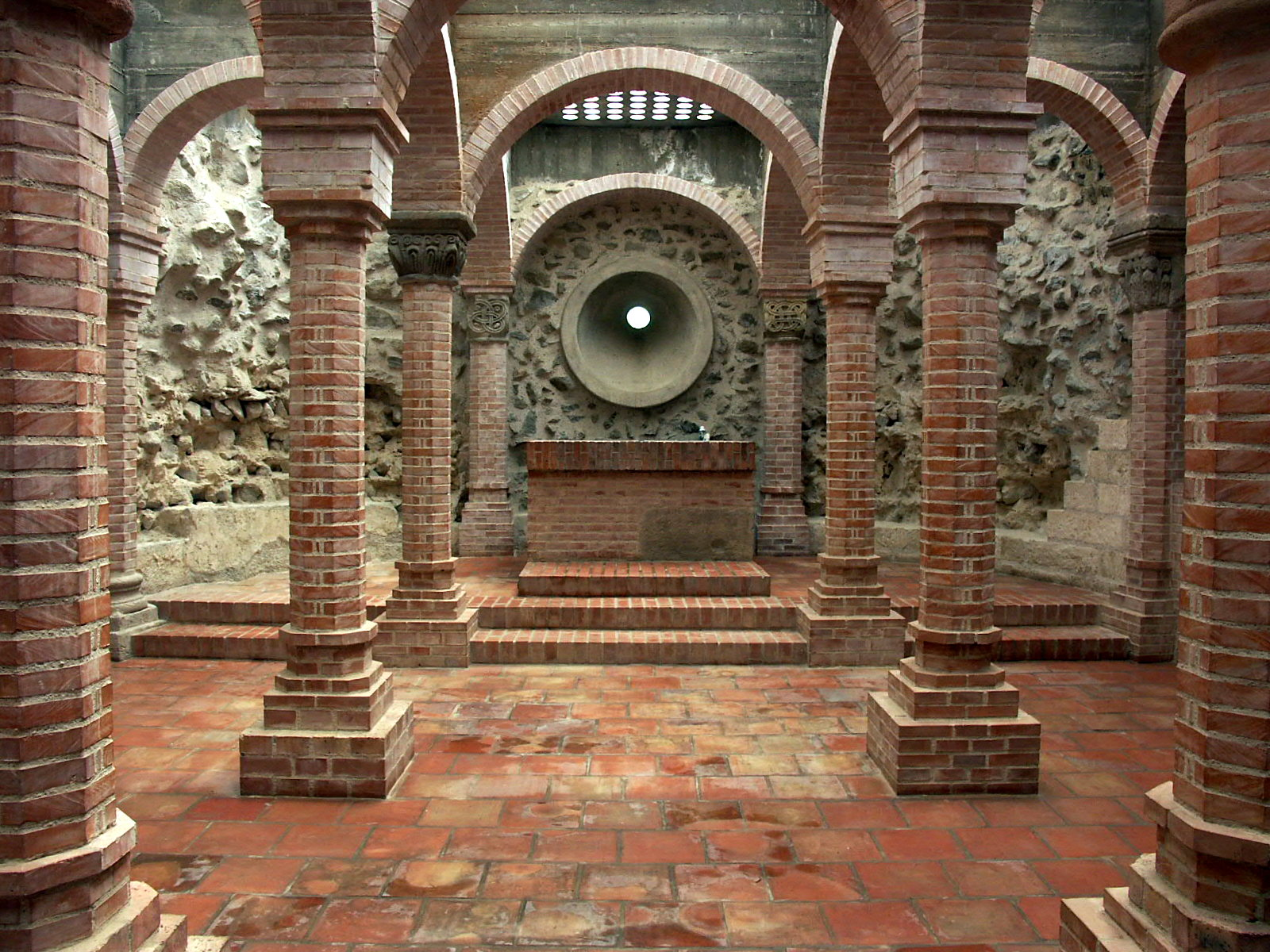
ویرانه‌های صومعهٔ دوموش
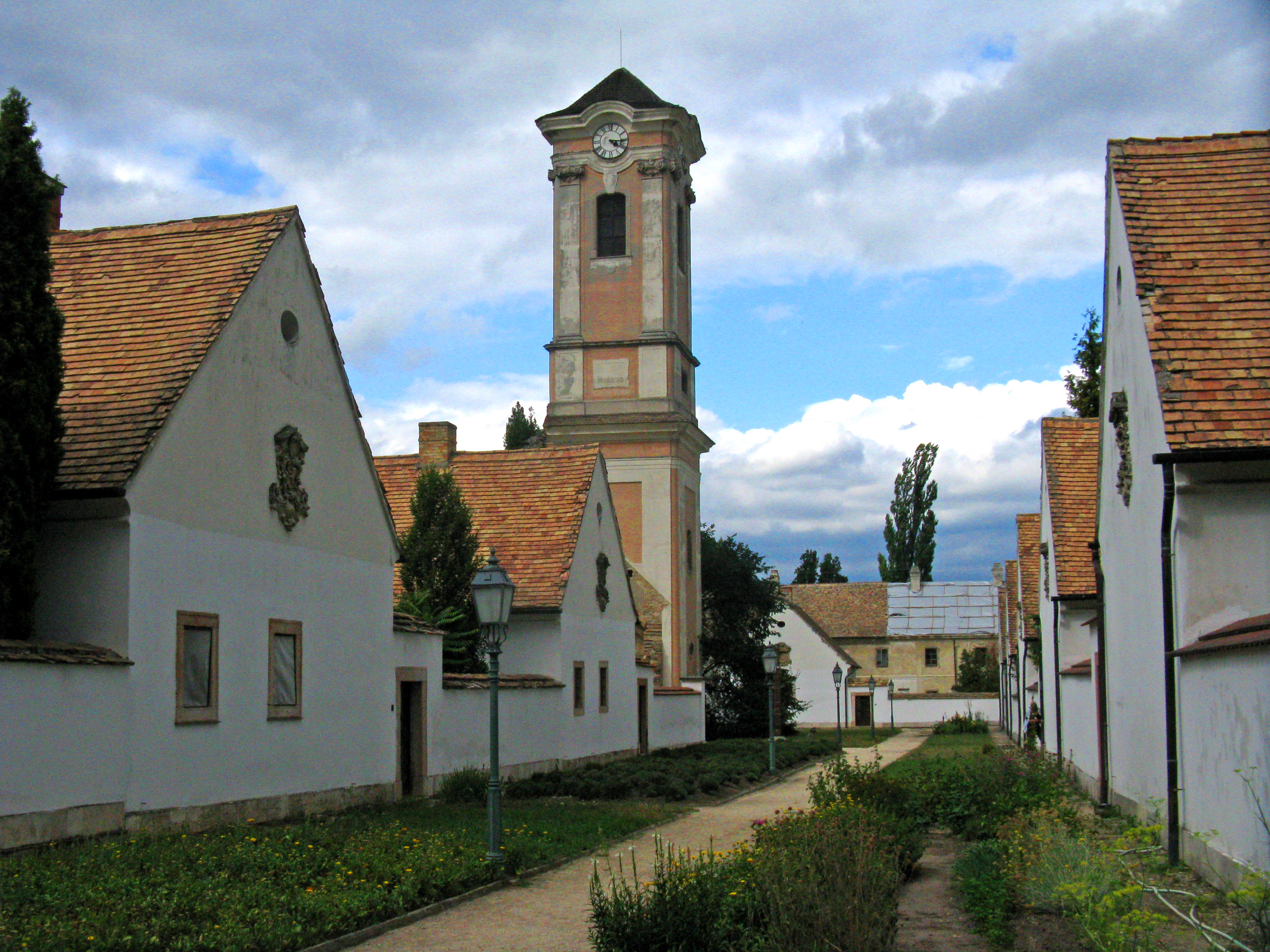
صومعهٔ کامالدولی (Camaldolese) ارسلانی
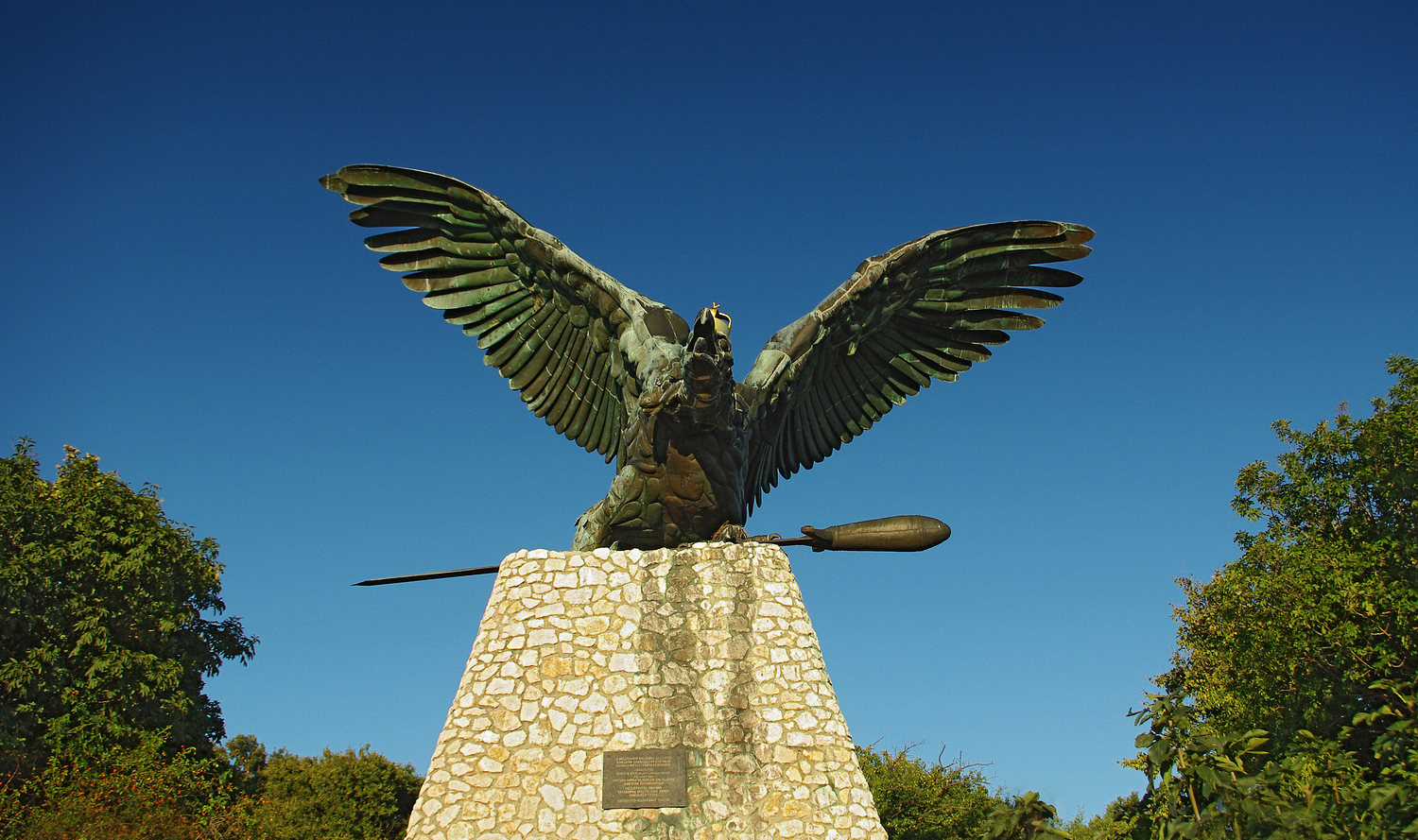
مجسمهٔ تورول پرنده افسانه‌ای، شهر بان‌هیدا (Bánhida)